# Вапнякове молоко

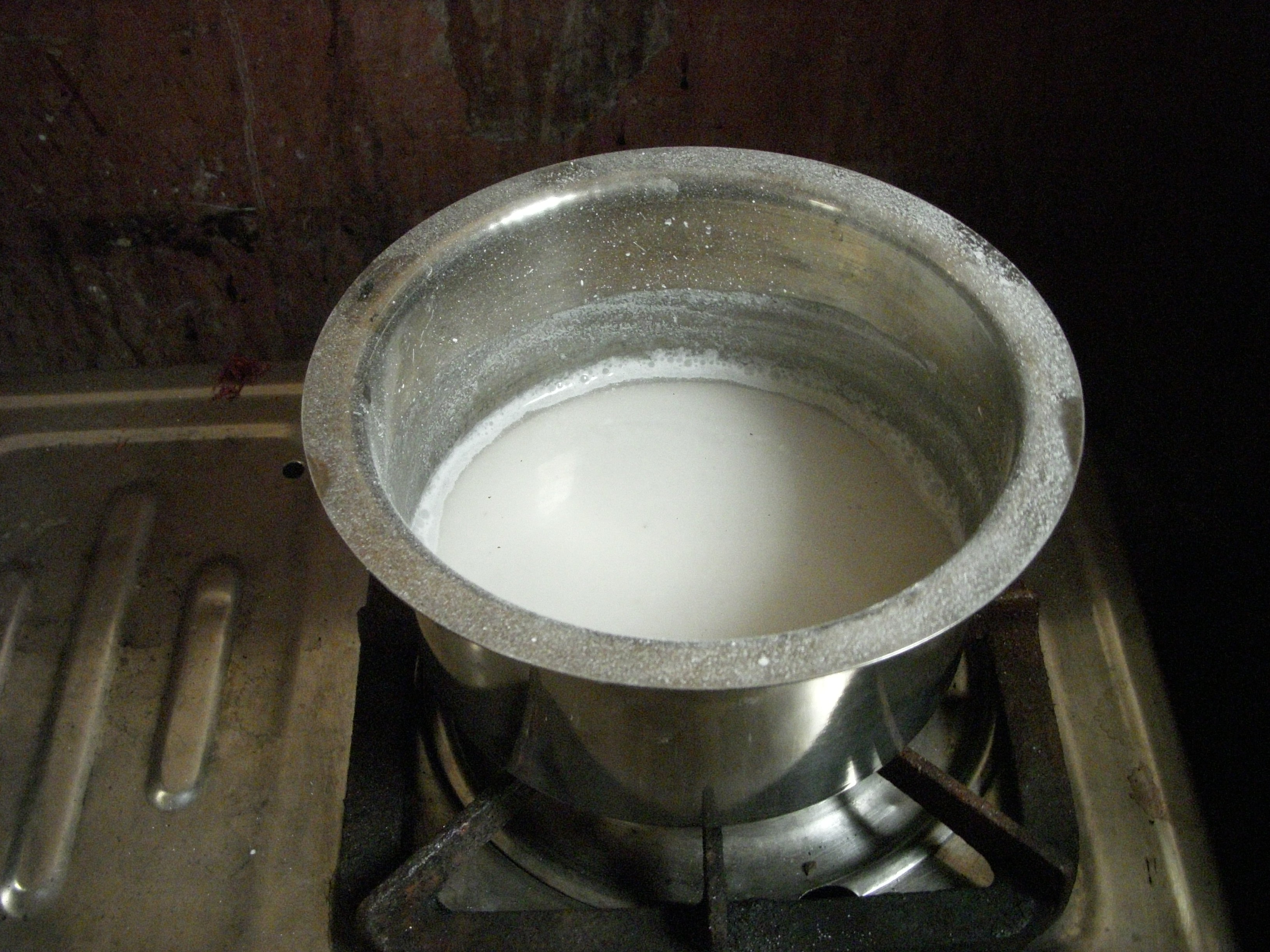
Вапнякове молоко

Вапняков́е молоко́ — водний розчин Ca(OH)2, у якому в завислому стані знаходяться нерозчинені частинки CaO. Отриманню однорідного вапнякового молока і підтримання частинок у завислому стані сприяє перемішування. Якщо вапнякове молоко знаходиться у спокійному стані, частинки вапна швидко осаджуються.
Застосовується як інгібітор корозії трубопроводів, реагент при флотації, для очищення цукру тощо.